# Тупозенйоки
Тупозенйоки — река в России, протекает по территории Ребольского и Ледмозерского сельских поселений Муезерского района Республики Карелии. Длина реки — 15 км.
Река берёт начало из ламбины без названия на высоте 112,6 м над уровнем моря.
Течёт преимущественно в северо-восточном направлении по заболоченной местности.
Река в общей сложности имеет пять притоков суммарной длиной 7,0 км.
Втекает на высоте 134,3 м над уровнем моря вытекает безымянный водоток, который втекает озеро Малое Пертиярви, через которое протекает река Пертийоки. Пертийоки впадает в Кимасозеро, через которое протекает река Ногеусйоки. Последняя впадает в озеро Нюк, из которого берёт начало река Растас, впадающая в реку Чирко-Кемь.
Населённые пункты на реке отсутствуют.
Код объекта в государственном водном реестре — 02020000912102000004102.